# Coronavirussen
De coronavirussen zijn een onderfamilie van virussen met positief enkelstrengig RNA als genetisch materiaal. Ze danken hun naam aan de krans (in het Latijn corona) rond de virusdeeltjes. Deze krans bestaat uit grote, karakteristieke spike-eiwitten waarmee de virussen zich aan gastheercellen kunnen binden. Coronavirussen veroorzaken luchtweginfecties in amfibieën, reptielen, vogels en zoogdieren. Bij de mens veroorzaken de meeste varianten een vorm van verkoudheid, maar er bestaan ook meer dodelijke varianten die voor de ernstige ziektes SARS, MERS, en COVID-19 verantwoordelijk zijn of waren.
In de taxonomie vormen de coronavirussen de onderfamilie Orthocoronavirinae, dit taxon werd tot en met 2018 Coronavirinae genoemd. Dit is een onderfamilie van de Coronaviridae in de orde der Nidovirales. Vroeger werd de naam coronavirussen ook wel gebruikt voor alle Coronaviridae.
De groep "voorheen ongekarakteriseerde menselijke ademhalingsvirussen" werd voor het eerst geïdentificeerd in 1966 door June Almeida, een Schotse virologe, terwijl ze samenwerkte met David Tyrrell (toenmalig directeur van het Common Cold Research Centre in Salisbury in Wiltshire). Tyrrell stelde voor om de nieuwe groep "coronavirussen" te noemen.

## Microbiologie

### Structuur

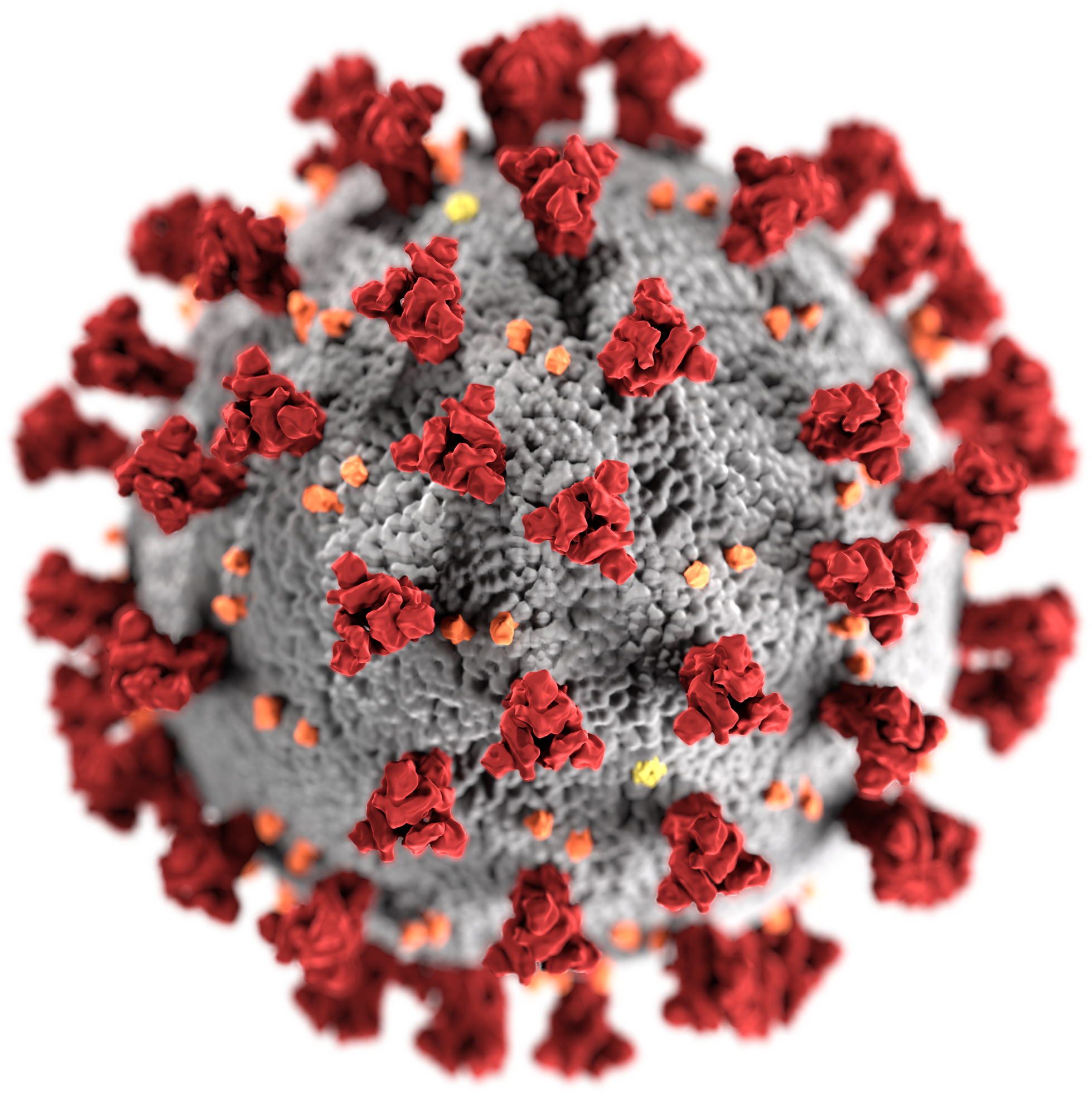
Diagram van een coronavirus. De spike-eiwitten zijn rood, envelop-eiwitten geel en de membraanproteïnen oranje.

Coronavirussen zijn grote, ruwweg bolvormige virussen met karakteristieke oppervlakte-eiwitten. Hun grootte is zeer variabel, maar de gemiddelde diameter ligt tussen de 80 en 120 nanometer. Er zijn extremere groottes bekend, tot wel 200 nm in diameter. De totale molecuulmassa van het virus is gemiddeld 40.000 kDa. Coronavirussen zijn omgeven door een envelop (een lipide dubbellaag) waarin verschillende eiwitmoleculen zijn ingebed. De envelop, de membraaneiwitten en de capside beschermen het virus wanneer ze zich buiten de gastheercel bevindt.
Kenmerkend voor coronavirussen zijn de verschillende eiwitten die uit de lipide dubbellaag steken. Men maakt onderscheid tussen de membraanproteïnen (M), de envelopeiwitten (E), en de spike-eiwitten (S). Het E- en M-eiwit zijn de structuureiwitten die het uiterlijk van het virus bepalen en de vorm ervan behouden. De spike-eiwitten zijn nodig voor interacties met de gastheercel. De molaire verhouding van E:S:M in de lipidedubbellaag is ongeveer 1:20:300. Het meest onderscheidende kenmerk van coronavirussen is de aanwezigheid van spike-eiwitten. Gemiddeld heeft een virusdeeltje er 74 van. Elke spike is ongeveer 20 nm lang en is samengesteld uit een trimeer van het S-eiwit.
Bepaalde betacoronavirussen beschikken hiernaast nog over een korter spike-eiwit dat hemagglutinine-esterase (HE) wordt genoemd. Deze HE-eiwitten bestaan uit ongeveer 400 aminozuurresiduen. Ze zien eruit als kleine uitsteeksels van het oppervlak, ongeveer 5 tot 7 nm lang. Deze eiwitten helpen bij de vasthechting aan en onthechting van de gastheercel.

### Genoom
Binnen de envelop bevindt zich het genetisch materiaal (genoom). Coronavirussen hebben een positief, enkelstrengs RNA-genoom. De genoomgrootte van coronavirussen is 26,4 tot 31,7 duizend nucleotiden. Er zijn maar weinig RNA-virussen bekend die een groter genoom hebben. Net als bij eukaryoten wordt het genoom beschermd door een 5'-cap en een poly(A)-staart. De eerste twee open leesramen (1a en 1b), die ongeveer twee derde van het genoom vormen, coderen voor replicases. Latere open leesramen coderen voor de structuureiwitten, de spike-eiwitten en een aantal accessoire eiwitten.

## Infectie bij de mens
Het belang van coronavirussen als ziekteverwekker bij de mens is moeilijk te evalueren, omdat ze moeilijk te kweken zijn in een laboratorium. Coronavirussen zijn, naast de rinovirussen, de veroorzaker van een groot percentage van gevallen van gewone verkoudheid bij volwassenen, met name in de winter en vroeg in de lente. Van de ruim 30 in het laboratorium geïsoleerde stammen van het coronavirus bestaan zeven varianten die de mens kunnen infecteren:
- HCoV-229E
- HCoV-OC43
- SARS-CoV (zie onder)
- HCoV-NL63 (zie onder)
- HKU1-nCoV
- MERS-CoV (zie onder)
- SARS-CoV-2 (zie onder)

### Humaan coronavirus NL63
HCoV-NL63 werd eind 2004 geïdentificeerd in Nederland. Onderzoekers in New Haven (Connecticut) troffen het virus later ook aan in monsters die zij hadden afgenomen bij verkouden kinderen. Zij noemden hun virusstam het New Haven-coronavirus (HCoV-NH), maar meldden ook dat deze sterk overeenkwam met HCoV-NL63 en dus op z’n minst tot dezelfde soort behoorde.

### SARS (Severe Acute Respiratory Syndrome)
Het SARS-coronavirus (afgekort SARS-CoV) veroorzaakte in 2003 een epidemie in Azië waarbij ongeveer 800 mensen stierven.

### MERS (Middle East respiratory syndrome)
MERS-CoV, voorheen bekend als nieuw coronavirus 2012 en HCoV-EMC, komt bij kamelen voor en kan op de mens worden overgedragen. Bij een epidemie midden mei 2014 had MERS zich verspreid van Europa tot Nieuw-Zeeland, met twee gevallen in Nederland (bedevaartgangers die naar Mekka en Medina in Saoedi-Arabië waren gereisd). In 2015 dook het virus ook op in Zuid-Korea.

### SARS-CoV-2 (SARS-CoronaVirus 2)
Eind 2019 vond in de Chinese miljoenenstad Wuhan een uitbraak plaats van een luchtweginfectie waarvan een tot dan toe onbekende variant van het coronavirus de verwekker bleek. Het virus werd aanvankelijk informeel het Wuhan-coronavirus genoemd, kreeg de tijdelijke naam 2019-nCoV en later SARS-CoV-2 vanwege genetische overeenkomsten met het SARS-virus. De ziekte kreeg de naam COVID-19 (CoronaVirus Disease 2019).
De eerste besmettingen worden in verband gebracht met een vismarkt in Wuhan, waar illegaal ook levende zoogdieren werden verhandeld. De markt werd daarop gesloten. Achteraf bleek zij niet de eerste besmettingsbron. Infectie met het virus veroorzaakt griepachtige symptomen en leidt bij sommige patiënten tot longontsteking, die dodelijk uit kan pakken. De Wereldgezondheidsorganisatie (WHO) beschouwde de uitbraak vanwege de snelle verspreiding en de ernst vanaf 30 januari 2020 als een wereldwijde medische noodsituatie. Omdat er ook buiten China veel besmettingen plaatsvonden, merkte de Wereldgezondheidsorganisatie op 11 maart 2020 de epidemie aan als pandemie: de ‘coronapandemie’.